# The Early Years (Deep Purple-album)
A  The Early Years a Deep Purple 2004-ben megjelent válogatásalbuma. A lemezen hallható számok 1968-69-ből származnak, helyet kaptak nagylemezen nem hallható számok, valamint újrakeverések is.

## Számok listája
1. "And the Address" (remix) (Blackmore/Lord) – 4:33
2. "Hush" (Monitor Mix) (Joe South) – 4:11
3. "Mandrake Root" (Blackmore/Evans/Lord) – 6:09
4. "I'm So Glad" (remix) (Skip James) – 7:07
5. "Hey Joe" (remix) (Billy Roberts) – 7:13
6. "Kentucky Woman" (alternatív változat) (Neil Diamond) – 5:30
7. "Listen, Learn Read On" (Blackmore/Evans/Lord/Paice) – 4:01
8. "The Shield" (Blackmore/Evans/Lord) – 6:03
9. "Wring That Neck" (BBC adás) (Blackmore/Lord/Simper/Paice) – 4:40
10. "Anthem" (Evans/Lord) – 6:28
11. "Bird Has Flown" (Evans/Blackmore/Lord)) – 5:32
12. "Blind" (Remix) (Lord) – 5:28
13. "Why Didn't Rosemary?" (Blackmore/Lord/Evans/Simper/Paice) – 5:01
14. "Lalena" (instrumentális) (Donovan) – 5:09

## Előadók
- Ritchie Blackmore – szólógitár
- Rod Evans – ének
- Jon Lord – billentyűk
- Ian Paice – dob
- Nick Simper – basszusgitár

### További közreműködők
- Derek Lawrence (producer)
- Barry Ainsworth (hangmérnök)
- Peter Mew (masterelés, Abbey Road Studios, London)